# 左攝提一
牧夫座ο，又名BD+17 2780，HD 129972、SAO 101184、HR 5502，是牧夫座的一颗恒星，视星等为4.6，位于銀經17.74，銀緯61.82，其B1900.0坐标为赤經14h 40m 34.4s，赤緯+17° 61.82′ 16″。